# Grand Plaza I
Grand Plaza I, ook bekend als Grand Plaza Apartments, is een wolkenkrabber in Chicago, Verenigde Staten. Het gebouw staat op 540 North State Street en werd in 2003 voltooid.

## Ontwerp
Grand Plaza I is 195,38 meter hoog met de spits meegerekend. Tot het dak gemeten is het gebouw 171 meter hoog. Het telt 57 verdiepingen en is in postmodernistiche stijl ontworpen.
Het gebouw bevat onder andere een bibliotheek, een fitnesscentrum, een zwembad, een parkeergarage en een daktuin. Het bevat onder andere studio's, twee- en driekamer appartementen. Daarnaast vindt men ook nog meerdere soorten penthouses in het gebouw.